# Ludolf Camphausen
Ludolf Camphausen (Geilenkirchen, 1803. január 3. – Köln, 1890. december 3.) porosz bankár és politikus, Otto von Camphausen bátyja.

## Életútja
Kezdetben a kereskedelmi pályán működött és 1825-ben bátyjával bankházat alapított Kölnben. Közhasznú vállalatai polgártársai körében nagy tekintélyre emelték, akik 1842-ben a rajnai tartománygyűlésbe 1847-ben pedig az egyesített országgyűlésbe képviselőnek választották. Bár igen ritkán szólalt fel, egyiránt bírta a liberális párt és az udvar bizalmát. 1848. márciusban a király egy új minisztérium alakításával bízta meg, de ez állásában népszerűségén csorbát ejtett. A szélső áramlattól idegenkedett és amikor az általa kidolgozott alkotmánytervezet nem találkozott tetszéssel, 1848. június 20-án beadta lemondását.